# Karl Müller-Poyritz
Karl Hermann Martin Müller-Poyritz (* 29. März 1875 in Frankenberg/Sa.; † nach 1914) war ein deutscher Journalist, Schriftsteller und Herausgeber.

## Leben und Wirken
Er war der Sohn eines Zigarrenfabrikanten. Nach dem Schulbesuch studierte er Theologie, dann Nationalökonomie und die Rechte an der Universität Leipzig. Danach lebte er u. a. in Berlin, Frankfurt am Main und Stuttgart. Er war Herausgeber der Wochenschrift Die Wahrheit in Plauen und ab 1905 Redakteur der Dresdener Zeitung.

## Werke (Auswahl)
- Max Burkert. Ein Drama aus dem Arbeiterleben. 1904.
- Gedichte. 1905.
- Aus dem Märchenland Egypten. Stunden abseits vom Touristenleben. 1909.
- (Hrsg.): Deutsches Orient-Jahrbuch. 1913.
- Blütenzweige (Gedichte). 1914.